# Rodney Dennys
Rodney Onslow Dennys (* 1911; † 13. August 1993) war ein britischer Diplomat, Nachrichtendienstler und Heraldiker.

## Leben und Tätigkeit
1937 trat Dennys in den britischen Auswärtigen Dienst ein. Zur selben Zeit wurde er vom Secret Intelligence Service (SIS; MI6), dem britischen Auslandsgeheimdienst, rekrutiert, der ihn 1937 als Agenten nach Den Haag schickte. Dort leitete er die Abteilung für Spionageabwehr.
Nach dem Venlo-Zwischenfall – in den er selbst nicht involviert war – wurde er angewiesen, seine Operationsbasis nach Brüssel zu verlegen, was er allerdings nur partiell umsetzte: Nach der deutschen Invasion der Niederlande im Mai 1940 verbrachte er eineinhalb Tage in Den Haag mit der Verbrennung von Akten und Unterlagen, bevor er nach Großbritannien floh.
Von den Polizeiorganen des nationalsozialistischen Deutschlands wurde Dennys Ende der 1930er Jahre aufgrund seiner Involvierung in die Affäre Wolfgang Gans zu Putlitz – der aus dem deutschen diplomatischen Dienst zu den Briten überlief – als wichtige Zielperson eingestuft: Im Frühjahr 1940 setzte das Reichssicherheitshauptamt in Berlin ihn auf die Sonderfahndungsliste G.B., ein Verzeichnis von Personen, die im Falle einer erfolgreichen deutschen Invasion Großbritanniens durch die Sonderkommandos der SS-Einsatzgruppen mit besonderer Priorität ausfindig gemacht und verhaftet werden sollten.
Im November 1941 wurde Dennys als Vertreter der Abteilung V (Section V) des MI6 nach Kairo entsandt, wo er offiziell als Leiter des britischen Büros für den Mittleren Osten amtierte (British Middle East Office).
Nach dem Krieg war Dennys nacheinander Leiter (station chief) des MI6-Büros in Paris und – als Nachfolger von Kim Philby – des MI6-Büros in Istanbul.
1958 wurde Dennys Mitarbeiter des College of Arms, der führenden britischen Institution für Heraldik. Am 8. August 1961 wurde er als Nachfolger von Walter Verco mit der Position eines Rouge Croix Pursuivant of Arms in Ordinary betraut. 1967 wurde er zum Somerset Herald of Arms in Ordinary ernannt und behielt diese Position bis zu seiner Pensionierung 1982. Als Emeritus führte er den Titel eines Arundel Herald of Arms Extraordinary.
Seit 1969 war Dennys ein Mitglied 4. Klasse des Royal Victorian Order. 1982 wurde er in den Rang eines Commanders in diesem erhoben.
1983 übernahm Dennys das Amt eines High Sheriff von East Sussex.

## Familie
Dennys war verheiratet mit Elizabeth Greene, einer Schwester von Graham Greene. Mit ihr hatte er einen Sohn und zwei Töchter.

## Schriften
- The Heraldic Imagination Clarkson N. Potter, New York 1975.
- Heraldry and the Heralds, Jonathan Cape, London 1982 und 1984.